# FSO Polonez Atu
FSO Polonez Atu − odmiana sedan modelu FSO Polonez produkowana w latach 1996–2002 w dwóch generacjach.

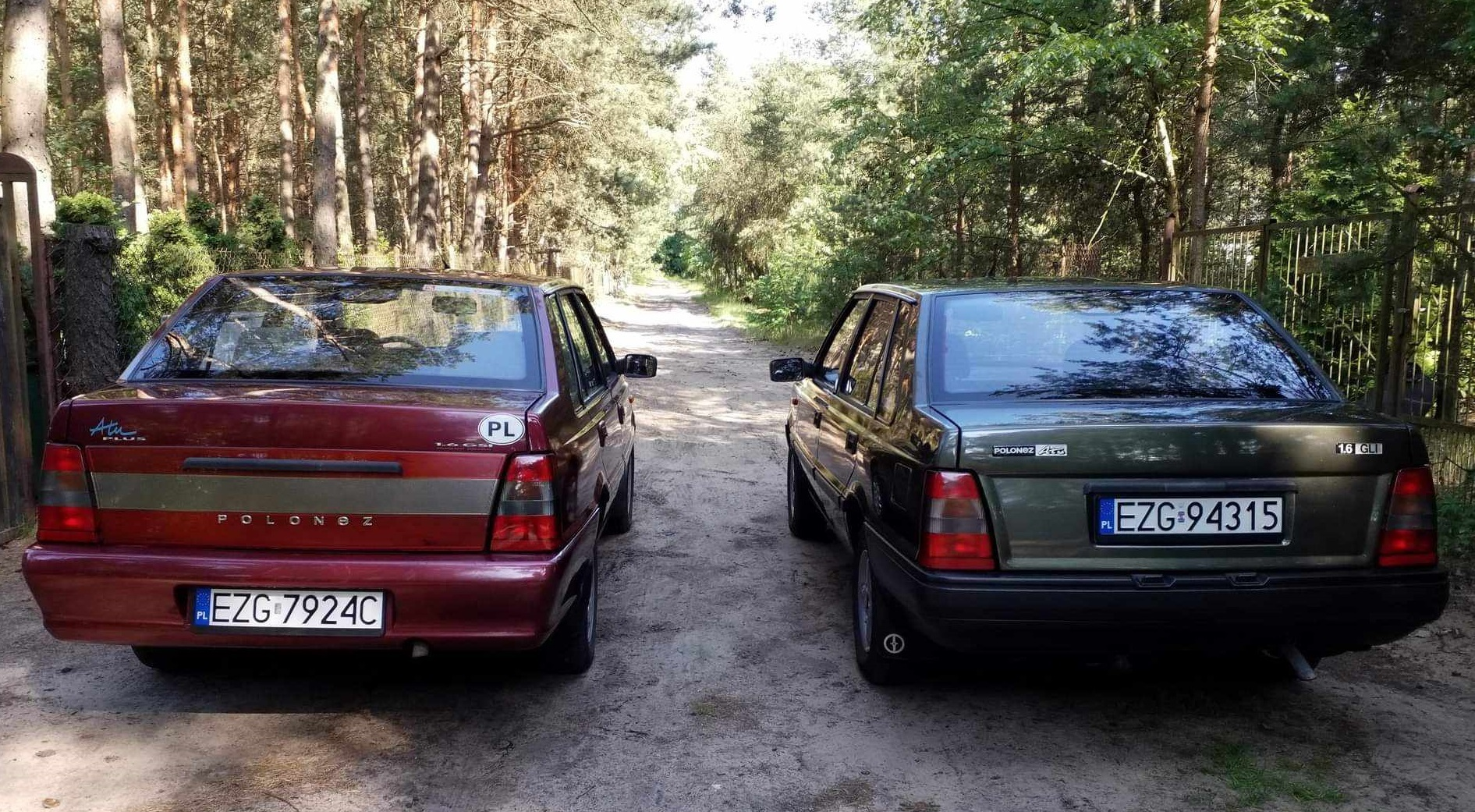
Daewoo-FSO Polonez Atu Plus (1997-2002) i FSO Polonez Atu (1996-1997)

## FSO Polonez Atu

### Protoplasta
Już na początku lat 80. XX wieku myślano nad wdrożeniem do produkcji Poloneza w nowej wersji nadwoziowej, będącej uzupełnieniem gamy modelowej po planowym zaprzestaniu produkcji Polskiego Fiata 125p. Gotowy prototyp Poloneza w wersji sedan przygotowany został w 1982 roku na bazie modelu FSO Polonez MR'78, ale posiadał on kilka wad, które wykluczały wdrożenie do produkcji. Sztywność tylnej części nadwozia była niezadowalająca, pojemność bagażnika była o 1/3 mniejsza niż w modelu 125p. Wszystkie te wady, brak funduszy oraz podjęcie decyzji o pozostawieniu w produkcji modelu Polski Fiat 125p ostatecznie przekreśliły los tego prototypu. Powstał jeden egzemplarz w kolorze pomarańczowym. 

### Atu

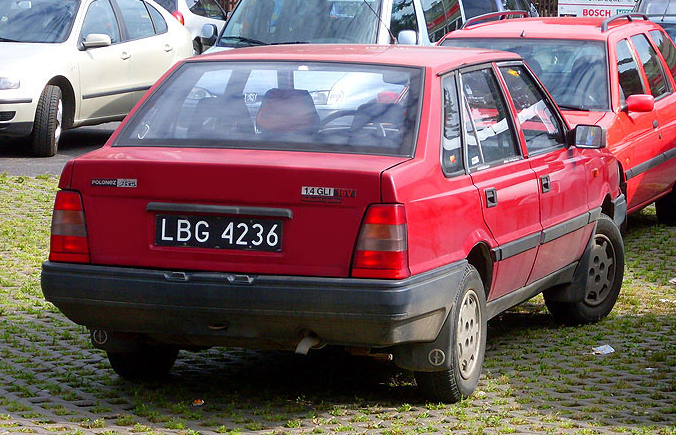
FSO Polonez Atu w wersji silnikowej 1.4 GLi 16v

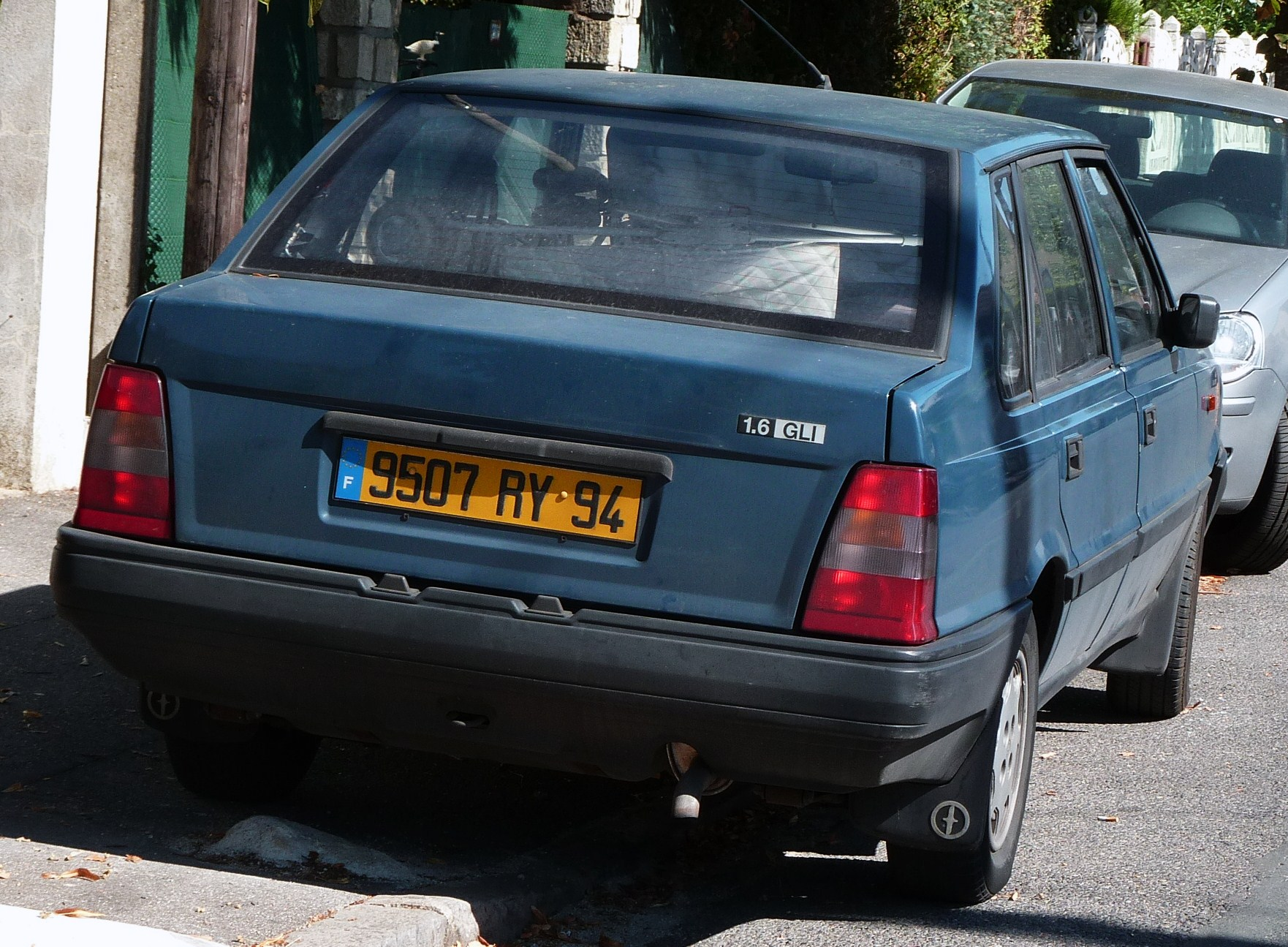
FSO Atou we Francji w wersji silnikowej 1.6 GLi

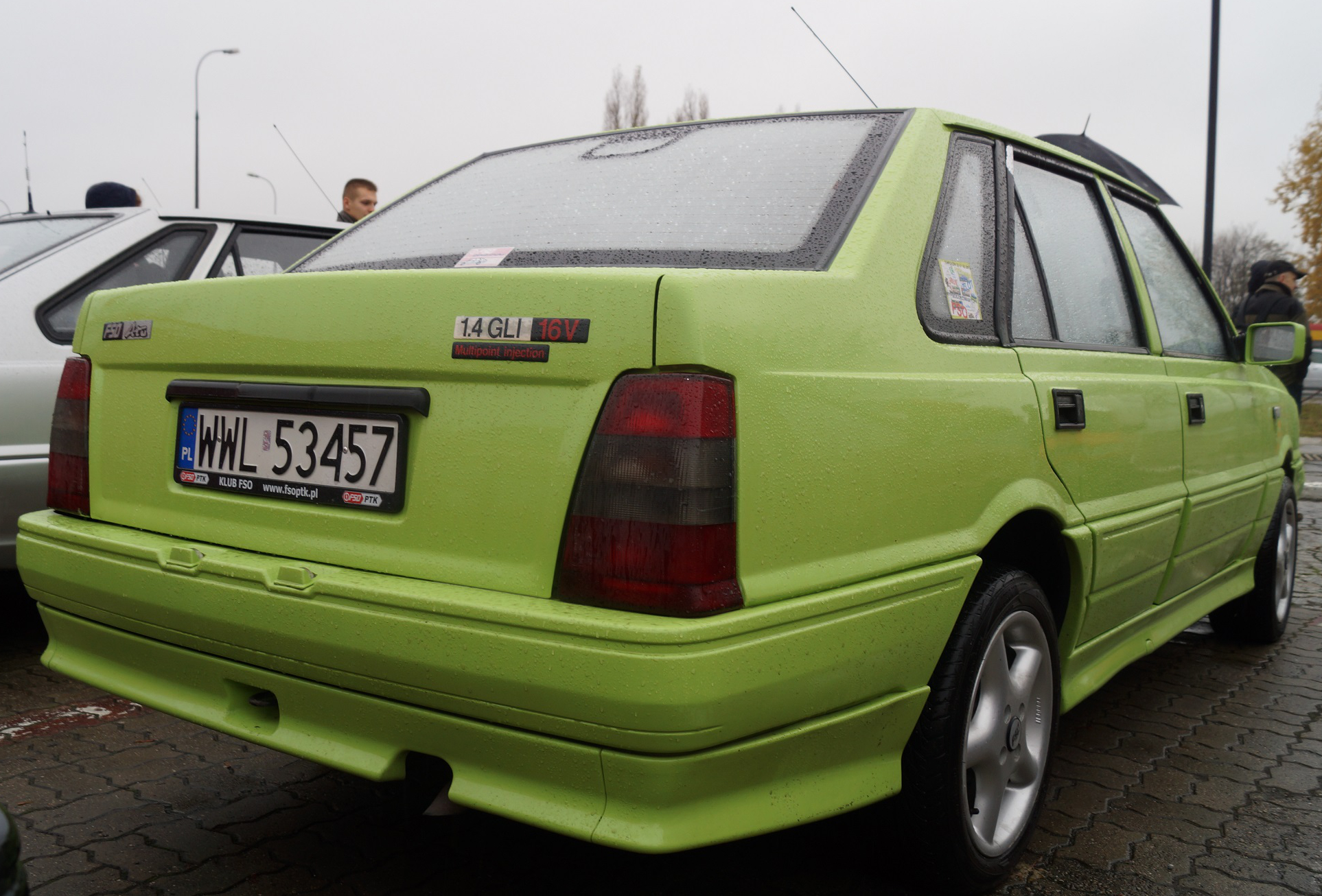
FSO Atu z 1996 roku, wyposażony w pakiet stylistyczny Orciari, potocznie zwany „Limited”.

10 lat po nieudanej próbie stworzenia sedana w FSO powstała pierwsza makieta Poloneza w wersji sedan, na bazie modelu Caro. W 1994 roku na targach poznańskich zaprezentowano pierwszy jeżdżący prototyp Poloneza w tej wersji nadwoziowej. Auto spotkało się z dużym zainteresowaniem publiczności. Prototyp posiadał kilka znaczących różnic w stosunku do modelu seryjnego. Pojawiła się całkowicie nowa zaprojektowana przez włoską firmę Orciari deska rozdzielcza (tablica przyrządów z modelu MR'93), nowe boczki drzwiowe oraz schowek na kasety pomiędzy siedzeniami, który mógł również pełnić funkcję podłokietnika. Istotne zmiany zaszły w tylnym zawieszeniu: zastąpiono resory piórowe sprężynami śrubowymi i wahaczem wleczonym, amortyzatory zainstalowano ukośnie. Prototyp ten był koloru białego i posiadał tylne lampy z modelu Caro. 
W 1995 roku FSO przedstawiła na targach kolejną wersję prototypu sedana. Auto to miało identyczną deskę rozdzielczą jak pierwszy biały prototyp, jednak tylne zawieszenie posiadało resory piórowe. Pojazd ten był w kolorze fioletowym z pakietem stylistycznym firmy Orciari, na tylnych błotnikach znajdował się napis „Limited”. Lampy tylne były identyczne jak w modelu seryjnym. Zdjęcia tego prototypu można często spotkać na pierwszych folderach reklamowych FSO Atu.
Możliwe, że powstał również bliźniaczy model prototypu z 1995 roku, jednak w innym (ciemniejszym) kolorze i bez oznaczeń o wersji limitowanej.
Razem z tymi prototypami po 1994 roku powstawały również auta niewiele różniące się od wersji seryjnych.
Produkcję seryjną modelu rozpoczęto w 1996 roku. Początkowo auto to miało nosić nazwę FSO Atu, jednak ona musiała zostać zmieniona po proteście towarzystwa ubezpieczeniowego ATU. Model Atu w stosunku do Caro cechował się lepszym wyciszeniem, spowodowanym wyraźnym oddzieleniem tylnej części nadwozia od przestrzeni pasażerskiej oraz większą o 20% sztywnością nadwozia. Dużą pojemność bagażnika udało się osiągnąć dzięki ukośnemu zainstalowaniu tylnych amortyzatorów.
Auto to oferowano wyłącznie w trzech wersjach silnikowych: 1.6 GLi z jednopunktowym wtryskiem paliwa, 1.4 GLi 16V z wtryskiem wielopunktowym oraz z silnikiem wysokoprężnym 1.9 GLD. Niedługo po wprowadzeniu do produkcji Atu doczekał się swojego zmodernizowanego następcy Poloneza Atu Plus.

### Eksport
FSO Polonez Atu w latach 1996−1997 był eksportowany do Holandii pod nazwą FSO Celina, a na rynek francuski jako FSO Atou.

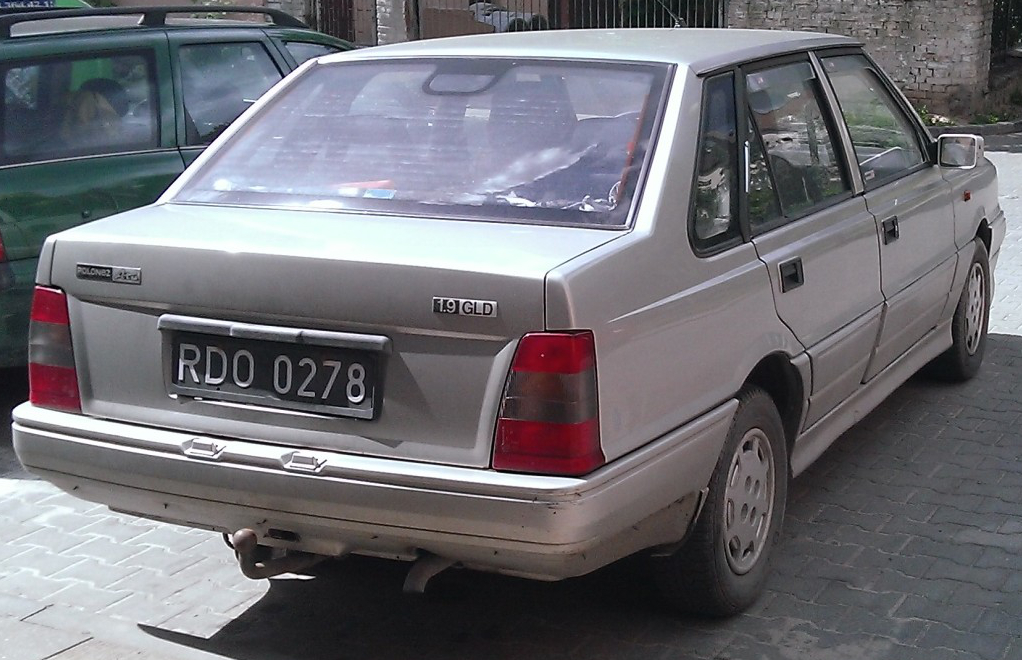
FSO Polonez Atu 1.9 GLD wyposażony w pakiet stylistyczny Orciari (niekompletny, gdyż brakuje nakładki tylnego zderzaka).

Polonez Atou, był oferowany we Francji pod tą nazwą nie tylko z powodu chęci zyskania francuskich klientów francusko brzmiącą nazwą, ale także próby uniknięcia ewentualnego konfliktu z działającą we Francji ubezpieczalnią Atu. Samochód na rynku francuskim kosztował 40 tysięcy franków. Dla Francuzów była to równowartość ich trzech wypłat, a sam samochód był reklamowany jako najtańszy nowy samochód we Francji. Sprzedawano go nawet w sieci supermarketów Leclerc, łącznie na rynek francuski trafiło ponad 15000 egzemplarzy. Dla porównania według kursu z 31 stycznia 1996 1 frank francuski(FRF) kosztował według NBP 0,4988 złotego, a więc samochód kosztował w złotówkach ok. 19952 złotych, co przy pensji minimalnej w Polsce równej 325 złotych dawało ponad 61 pensji minimalnych za samochód.

### Dane techniczne

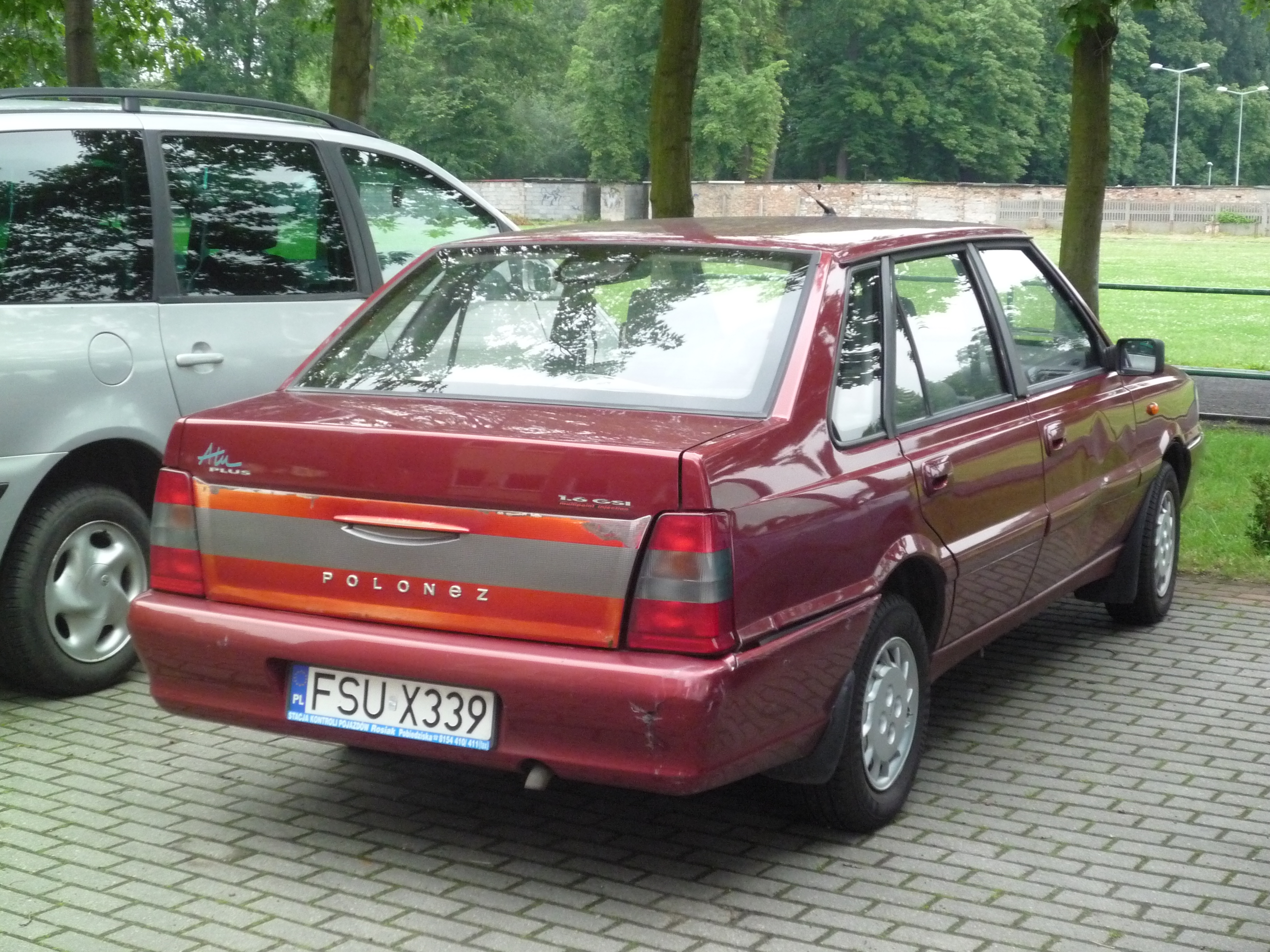
Atu Plus z nowszym typem blendy

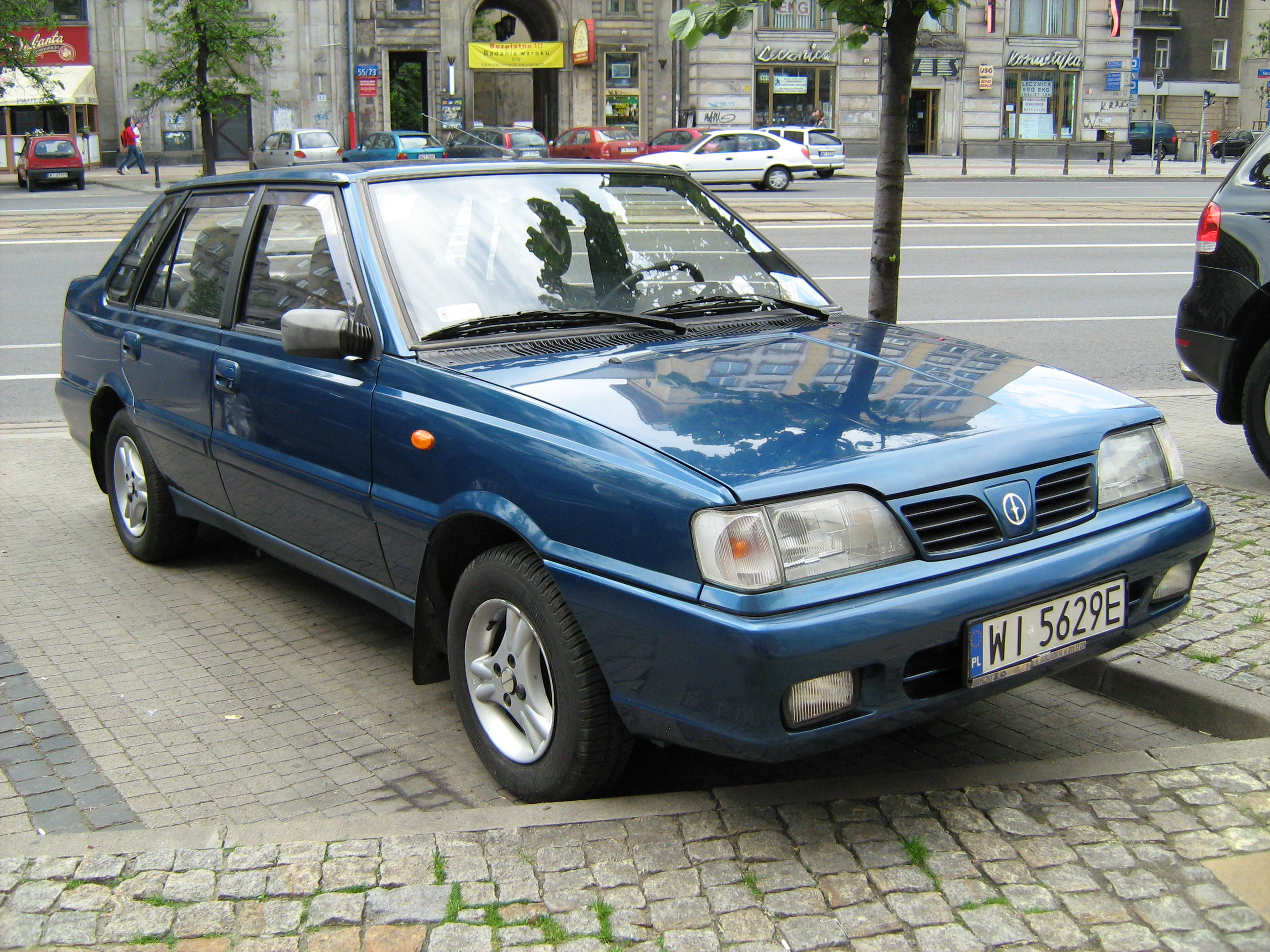
Daewoo-FSO Polonez Atu Plus

| Wersja                | Silnik:                   | Układ zasilania:            | Średnica × skok tłoka: | St. sprężania:     | Moc maksymalna:                   | Maks. moment obrotowy      | 0-100 km/h:        | V-max:             |
| Silniki benzynowe:    | Silniki benzynowe:        | Silniki benzynowe:          | Silniki benzynowe:     | Silniki benzynowe: | Silniki benzynowe:                | Silniki benzynowe:         | Silniki benzynowe: | Silniki benzynowe: |
| --------------------- | ------------------------- | --------------------------- | ---------------------- | ------------------ | --------------------------------- | -------------------------- | ------------------ | ------------------ |
| 1.4 GLI 16v           | R4 1,4 l (1398 cm³), DOHC | wielopunktowy wtrysk paliwa | 75 mm x 79 mm          | 10:1               | 103 KM (76 kW) przy 6000 obr./min | 127 N•m przy 5000 obr./min | 13,8 s             | 160 km/h           |
| 1.6 GLI               | R4 1,6 l (1598 cm³), OHV  | jednopunktowy wtrysk paliwa | 80 mm x 79,5 mm        | 9,5:1              | 80 KM (59 kW) przy 5000 obr./min  | 125 N•m przy 3200 obr./min | 15 s               | 155 km/h           |
| Silniki wysokoprężne: |                           |                             |                        |                    |                                   |                            |                    |                    |
| 1.9 GLD               | R4 1,9 l (1905 cm³), SOHC | pompa wtryskowa Bosch       | 83 mm x 88 mm          | 23:1               | 70 KM (51 kW) przy 4600 obr./min  | 120 N•m przy 2000 obr./min | 19 s               | 140 km/h           |

## Daewoo-FSO Polonez Atu Plus

### Historia i opis modelu

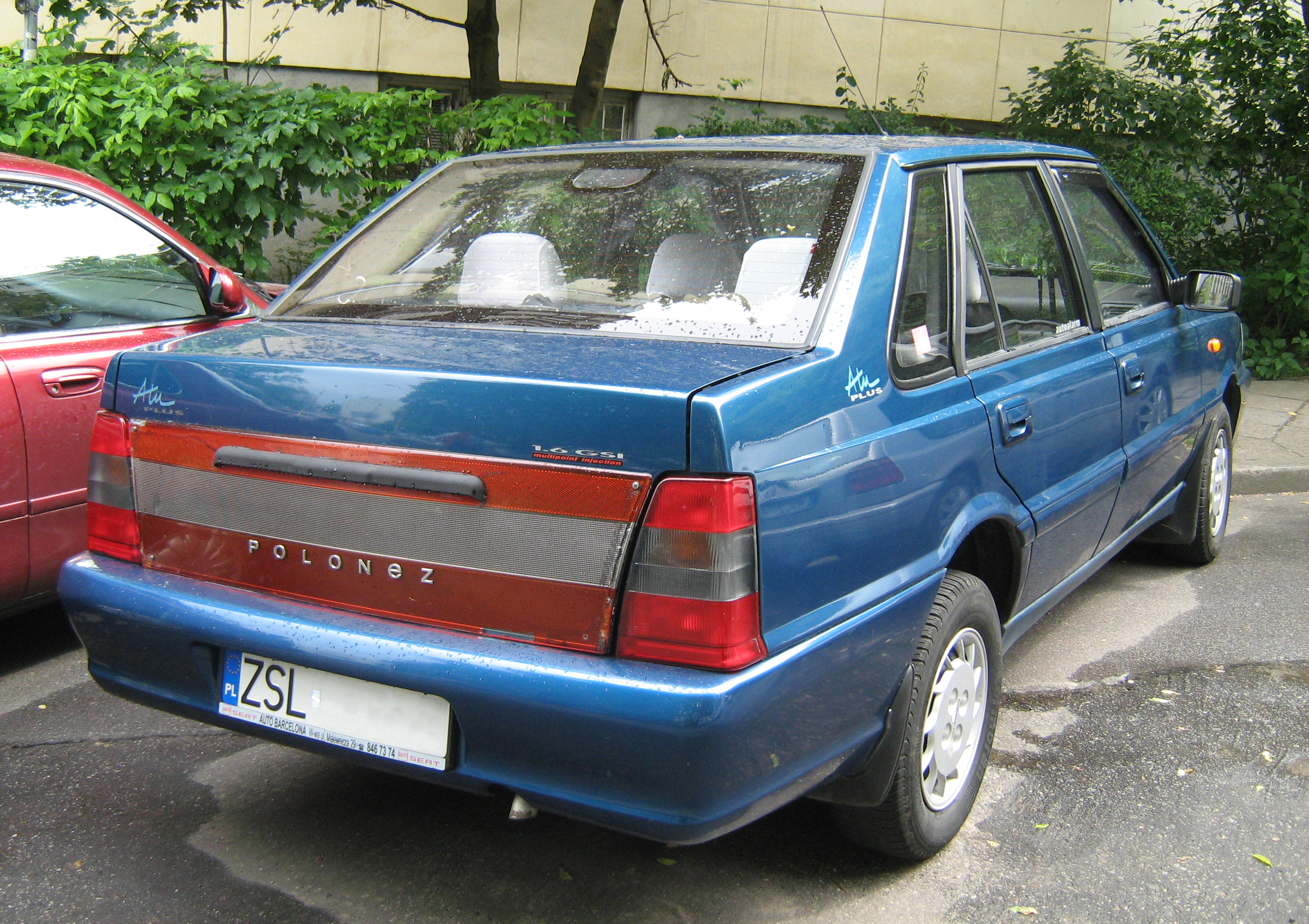
Daewoo-FSO Polonez Atu Plus – tył pojazdu

W kwietniu 1997 roku, wprowadzono do produkcji model Atu Plus zmodernizowany zgodnie z linią „Plus”. Różnił się on od poprzednika przede wszystkim deską rozdzielczą, nowymi lakierowanymi zderzakami, nowym typem wtrysku jednopunktowego Bosch. Wprowadzono także standardowo hydrauliczne wspomaganie kierownicy (wcześniej oferowane w opcji). W zawieszeniu zmieniono geometrię przednich kół aby poprawić ich przyczepność. 
Od stycznia 1998 roku montowano do silników 1.6 wtrysk wielopunktowy (oznaczenie GSi), równolegle z wtryskiem jednopunktowym (GLi). Pierwszy z silników osiągał moc maksymalną 84 KM, drugi 76 KM. Samochód otrzymał nowe klamki i zamki oraz jeden kluczyk do zapłonu i drzwi. W 2000 roku pewnym zmianom uległa tylna odblaskowa blenda w której zmieniono min. uchwyt do podnoszenia klapy bagażnika.
W kwietniu 2002 roku produkcję zawieszono, jednak tak naprawdę definitywnie zakończono, gdyż pozbyto się wszystkich tłoczników niezbędnych do produkcji tego auta (płyty podłogowej, boków nadwozia).

### Dane techniczne
| Wersja          | Silnik:                   | Układ zasilania:            | Średnica × skok tłoka: | St. sprężania: | Moc maksymalna:                   | Maks. moment obrotowy      | 0-100 km/h: | V-max:   |
| --------------- | ------------------------- | --------------------------- | ---------------------- | -------------- | --------------------------------- | -------------------------- | ----------- | -------- |
| 1.4 MPI/GTI 16v | R4 1,4 l (1398 cm³), DOHC | wielopunktowy wtrysk paliwa | 75 mm x 79 mm          | 10:1           | 103 KM (76 kW) przy 6000 obr./min | 127 N•m przy 5000 obr./min | 11,9 s      | 160 km/h |
| 1.6 GLI         | R4 1,6 l (1598 cm³), OHV  | jednopunktowy wtrysk paliwa | 80 mm x 79,5 mm        | 9,5:1          | 76 KM (56 kW) przy 5000 obr./min  | 121 N•m przy 3600 obr./min | 15 s        | 150 km/h |
| 1.6 GSI         | R4 1,6 l (1598 cm³), OHV  | wielopunktowy wtrysk paliwa | 80 mm x 79,5 mm        | 9,5:1          | 84 KM (62 kW) przy 5000 obr./min  | 130 N•m przy 3800 obr./min | 14,8 s      | 155 km/h |